# Tolkien (film)
Pour les articles homonymes, voir Tolkien (homonymie).
Pour plus de détails, voir Fiche technique et Distribution.
Tolkien est un drame biographique américain réalisé par Dome Karukoski, sorti en 2019. Il s’agit du portrait du professeur de philologie et écrivain britannique J. R. R. Tolkien, auteur du Hobbit (The Hobbit, 1937) et du Seigneur des anneaux (The Lord of the Rings, 1954).

## Synopsis
Né en Afrique du Sud, John Ronald Reuel Tolkien perd tôt son père et sa mère et grandit en Angleterre. Il est envoyé par son tuteur vivre avec son frère dans une pension de famille où habite également une orpheline du nom d'Edith Bratt dont Tolkien tombe amoureux. Il entre à l'école King Edward's où il impressionne ses camarades de classe en récitant Les Contes de Canterbury par cœur et sans erreur de prononciation ; il forme avec trois camarades un groupe littéraire dont les membres sont liés par une profonde amitié.
Il part ensuite étudier à Oxford et est forcé par son tuteur d'arrêter de voir Edith Bratt, qui se fiance à un autre homme. Ils se revoient juste avant le départ de John pour le front de l'Ouest. Deux de ses camarades meurent pendant la bataille de la Somme, durant laquelle il est lui-même blessé.
De retour du front, John épouse Edith. Plus tard, il convainc la mère de l'un de ses amis mort au front de publier les poèmes écrits par son fils. Le film s'achève avec Tolkien écrivant la première phrase de Bilbo le Hobbit : « In a hole in the ground, there lived a hobbit. »

## Fiche technique
- Titre : Tolkien
- Réalisation : Dome Karukoski
- Scénario : David Gleeson et Stephen Beresford
- Direction artistique : Grant Montgomery
- Décors : Paul Cowell
- Costumes : Colleen Kelsall
- Photographie : Lasse Frank Johannessen
- Montage : Harri Ylönen
- Musique : Thomas Newman
- Production : Peter Chernin, David Ready, Kris Thykier et Jenno Topping
- Sociétés de production : Fox Searchlight Pictures, TSG Entertainment ; Chernin Entertainment (coproduction)
- Société de distribution : 20th Century Fox
- Pays d’origine :  États-Unis
- Langue originale : anglais
- Format : couleur
- Genre : drame biographique
- Durée : 112 minutes
- Dates de sortie :
  - Royaume-Uni : 3 mai 2019
  - États-Unis, Québec : 10 mai 2019[1]
  - France : 19 juin 2019

## Distribution
Source et légende : version française (VF) sur RS Doublage
- Nicholas Hoult (VF : Emmanuel Garijo) : J. R. R. Tolkien
  - Harry Gilby (VF : Gabriel Bismuth-Bienaimé) : J. R. R. Tolkien, jeune
- Lily Collins (VF : Jessica Monceau) : Edith Bratt
  - Mimi Keene (VF : Camille Timmerman) : Edith Bratt, jeune
- Colm Meaney (VF : Patrick Bonnel) : Père Francis Morgan
- Derek Jacobi (VF : Frédéric Cerdal) : professeur Joseph Wright
- Anthony Boyle (VF : Adrien Larmande) : Geoffrey Bache Smith
  - Adam Bregman (VF : Paul Bertin-Hugault) : Geoffrey Bache Smith, jeune
- Patrick Gibson (VF : Gauthier Battoue) : Robert Q. Gilson
  - Albie Marber (VF : Julien Crampon) : Robert Q. Gilson, jeune
- Tom Glynn-Carney (VF : Julien Bouanich) : Christopher Wiseman
  - Ty Tennant (VF : Tom Trouffier) : Christopher Wiseman, jeune
- Craig Roberts (VF : Benjamin Bollen) : Sam
- James MacCallum : Hilary Tolkien
  - Guillermo Bedward : Hilary Tolkien, jeune
- Pam Ferris (VF : Denise Metmer) : Mme Faulkner
- Laura Donnelly (VF : Flora Brunier) : Mabel Tolkien
- Genevieve O'Reilly (VF : Danièle Douet) : Mme Smith
- Owen Teale (VF : Michel Voletti) : le directeur Gilson
- Samuel Martin : le capitaine aux yeux rouges
- Adrian Schiller (VF : Thierry Garet) : le maître anglais
- Holly Dempster (VF : Aude Saintier) : Beryl

## Production

### Développement
Le 21 novembre 2013, il est annoncé que les productions Fox Searchlight Pictures et Chernin Entertainment avaient développé le film biographique sur l’écrivain britannique J. R. R. Tolkien, auteur du Hobbit (The Hobbit, 1937) et du Seigneur des anneaux (The Lord of the Rings, 1954), sur le scénario de David Gleeson. Ce dernier s’y concentre sur sa naissance en Afrique du Sud, son enfance en Worcestershire et de son engagement durant la Première Guerre mondiale. Le 24 juillet 2017, le Finlandais Dome Karukoski est engagé pour réaliser le film, sur un scénario signé David Gleeson et Stephen Beresford, toujours sous les productions de Chernin Entertainment et de Fox Searchlight Pictures qui en sera également distributeur.
Le film aborde plusieurs thèmes différents dans la vie de J. R. R. Tolkien, notamment ses amis, sa passion pour les langues, sa religiosité et sa romance avec Edith Bratt.
L'histoire du couple est cependant modifiée, en faisant survenir le mariage après la bataille de la Somme, alors qu'en réalité J. R. R. Tolkien et Edith Bratt se sont mariés le 22 mars 1916 et que ce n'est que début juin que le jeune homme part au combat. Il sera rapatrié en novembre 1916, tandis que dans le film, c'est après son retour et sa convalescence qu'a lieu le mariage.

### Attribution des rôles

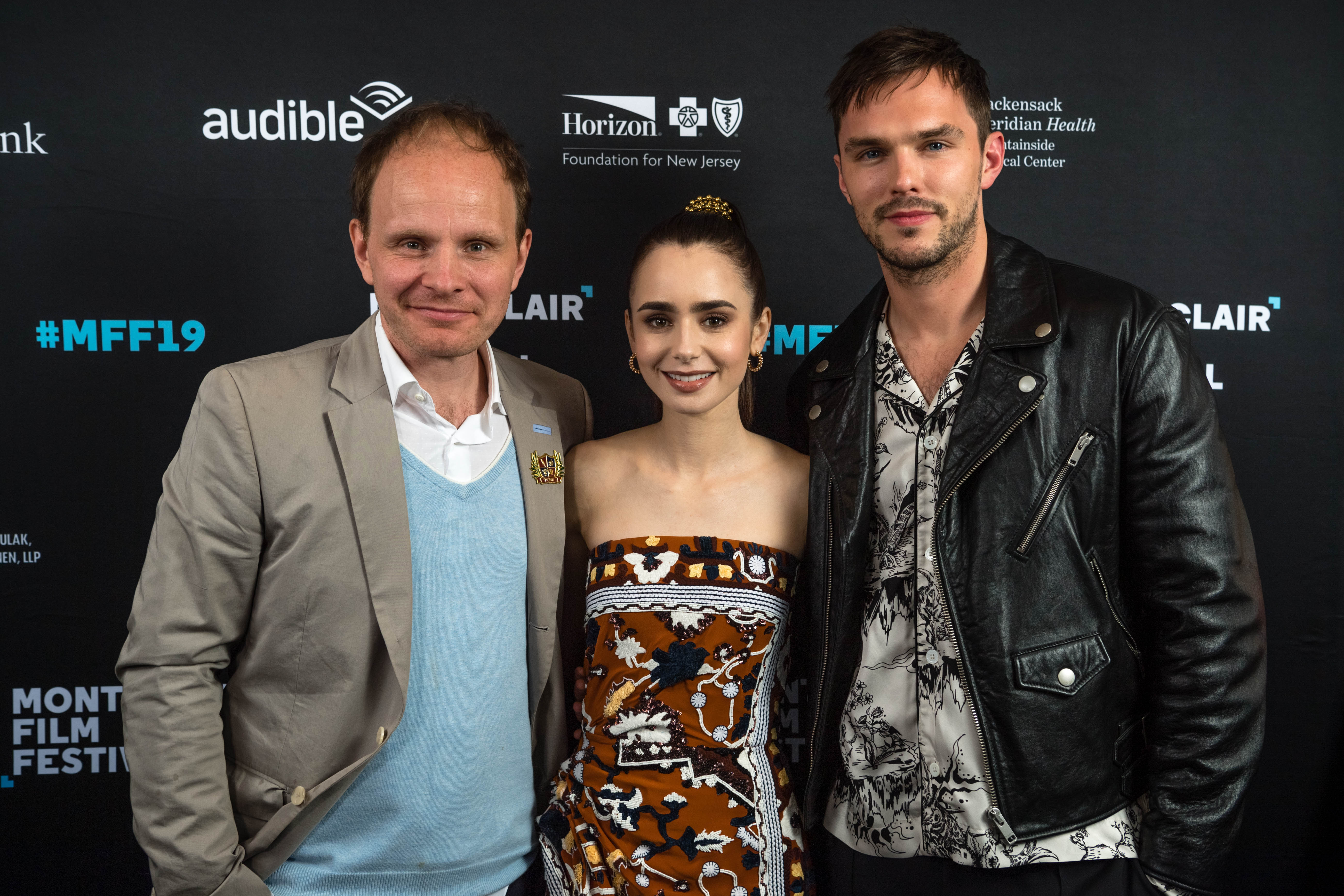
Le réalisateur et les acteurs Nicholas Hoult et Lily Collins à la première du film au Montclair Film Festival 2019.

Le 25 juillet 2017, Nicholas Hoult est en négociation avec le studio pour le rôle-titre. Le 30 août 2017, Lily Collins est engagée à jouer aux côtés de Nicholas Hoult le rôle de Edith Bratt-Tolkien, l’amour et future femme de J. R. R. Tolkien, qui est également la figure idéale des personnages de princesses dans Le Seigneur des anneaux. En octobre 2017, Colm Meaney, Tom Glynn-Carney et Genevieve O'Reilly les rejoignent,,. Le 15 novembre 2017, Craig Roberts participe au générique du film.

### Tournage
Le tournage commence en octobre 2017 à Liverpool et Manchester en Angleterre, et s’achève le 14 décembre 2017.
Cependant, les acteurs profitent du pub The Eagle and Child à Oxford, où se retrouvaient souvent J. R. R. Tolkien et les Inklings.

### Promotion
Le 12 février 2019, une bande annonce officielle du film est distribuée.

## Accueil

### Sorties
Tolkien sort en avant-première mondiale le 3 mai 2019 au Royaume-Uni, le 10 mai 2019 aux États-Unis et le 19 juin 2019 en France.

### Critiques
Le 23 avril 2019 sur The Guardian, il est annoncé que la famille de J. R. R. Tolkien et la Tolkien Estate « n'ont pas approuvé, autorisé, ou participé à la production » et « ne soutiennent en aucun cas le film ou son contenu » (« did not approve of, authorise or participate in the making of this film », and that « they do not endorse it or its content in any way »),.
Geoffrey Macnab de The Independent voit ce film de « portrait sympathique et touchant ». Andrew Barker de Variety souligne que c’est « impressionnant, mais réducteur ».
En France, le site Allociné recense une moyenne des critiques presse de 2,9/5.
Pour le magazine Première, le bilan est très positif, « La réussite de ce biopic tient dans sa façon de garder quasi intact le mystère qui entoure ce héros insaisissable ». Pour Les Inrockuptibles, « Tolkien passe à côté de son sujet, et livre un biopic sans âme ».

### Box-office
Au Canada et aux États-Unis, le film est sorti en même temps que Pokémon : Détective Pikachu et devait rapporter 2-4 millions de dollars dans 1 425 salles au premier week-end. Il conclut avec 2,2 millions de dollars et finit au neuvième rang du box-office.